# Shirley Ann Tousch Graham
Profª. Dra. Shirley Ann Tousch Graham ( n. 1935 ) es una profesora, y botánica estadounidense, que desarrolló sus actividades académicas en el "Instituto de Biología, Universidad de Míchigan. Ha realizado extensas expediciones botánicas a México, Brasil, y Cuba. Trabajó en el "Southeastern Flora Project".

## Algunas publicaciones
- shirely a.t. Graham, p. Baas, hiroshi Tobe. 1987. Lourtella, a new genus of Lythraceae from Peru. Syst. Bot. 12(4): 519–533

- ------------------------------, hiroshi Tobe, p. Baas. 1986. Koehneria, a new genus of Lythraceae from Madagascar. Ann. Missouri Bot. Gard. 73: 788–809. View in Botanicus & Biodiversity Heritage Library

### Libros
- taciana barbosa Cavalcanti, shirley a.t. Graham, micheline carvalho Silva. 2001. Lythraceae. Volumen 28 de Coleção Rizzo. Editor da UFG, 150 pp. ISBN 8572741755

- shirley a.t. Graham, victoria Sosa. 1999. Lythraceae. Volumen 66 de Flora de Veracruz. Editor Instituto de Ecología, 94 pp. ISBN 9687213183

- ------------------------------. 1998. Revision of Cuphea Section Diploptychia (Lythraceae). Volumen 53 de Systematic botany monographs. Edición ilustrada de Am. Soc. of Plant Taxonomists, 96 pp. ISBN 0912861533

- ------------------------------. 1994. Flora del Bajio y de regiones adyacentes: Familia Lythraceae. Volumen 24. Editor Instituto de Ecología, 62 pp.

- ------------------------------. 1985. Specimens studied for A revision of Ammannia (Lythraceae) in the Western Hemisphere. 17 pp.

- ------------------------------. 1977. Systematic studies in the genus Cuphea (Lythraceae). Editor Univ. of Michigan. 470 pp. 1ª ed. de 1963, 241 pp.

- La abreviatura «S.A.Graham» se emplea para indicar a Shirley Ann Tousch Graham como autoridad en la descripción y clasificación científica de los vegetales.[4]